# Вико, Антонио
Антонио Вико (итал. Antonio Vico; 9 января 1847, Агульяно, Папская область — 25 февраля 1929, Рим, Итальянское королевство) — итальянский куриальный кардинал и ватиканский дипломат. Апостольский делегат и чрезвычайный легат в Колумбии с 24 ноября 1897 по 4 февраля 1904. Титулярный архиепископ Филиппи с 22 декабря 1897 по 27 ноября 1911. Апостольский нунций в Бельгии с 4 февраля 1904 по 21 октября 1907. Апостольский нунций в Испании с 21 октября 1907 по 27 ноября 1911. Камерленго Священной Коллегии Кардиналов с 22 января 1915 по 4 декабря 1916. Про-префект Священной Конгрегации обрядов с 11 февраля 1915 по 8 июля 1918. Префект Священной Конгрегации обрядов с 8 июля 1918 по 25 февраля 1929. Кардинал-священник с 27 ноября 1911, с титулом церкви Сан-Каллисто со 2 декабря 1912 по 6 декабря 1915. Кардинал-епископ Порто и Санта-Руфины с 6 декабря 1915.